# Bébé Slama
Bébé Slama, de son vrai nom Hubert Paul Slama, né le 15 mars 1935 à Tunis et mort le 30 juillet 2014 à Paris, est un footballeur tunisien.

## Biographie
Fils d'un défenseur du club de l'Union sportive tunisienne (UST), il signe sa première licence à l'âge de 13 ans pour rejoindre l'équipe paternelle. Technicien hors pair, il ne tarde pas à renforcer les rangs des seniors qui jouent alors en deuxième division. Ses coéquipiers sont alors Serraj Halouani (gardien), Naouri, Azria, Farina et Schemama (défenseurs), Gégé Smadja, Cohen et Slama (demis), Hammadi Hajri, Raymond Younes et Berkan (attaquants).
Après avoir lutté pour l'accession en division nationale, tour à tour contre le Stade tunisien puis la Jeunesse sportive métouienne de Brahim Ben Miled, l'UST parvient à accéder en nationale en 1957. L'équipe dirigée par le professeur Albert Cohen-Boulakia et entraînée successivement par Kiki Lakhal, Popaul Perez et Larbi Soudani séduit par son jeu et son style, mais sans grande réussite. Slama sera son capitaine incontesté pendant les huit ans où elle joue en division nationale.

Sadok Ben Mahmoud, dans sa rubrique « Souvenirs » dans La Presse-Sports en 1985, le présente en ces termes : 
« À peine plus épais qu'un jockey, il séduisait par sa vivacité de chat, ses dribbles au vent et ses tirs d'une précision d'horloger. »
 Il est vrai qu'il pesait à peine 50 kilogrammes et que la profession qu'on lui connaissait avant son départ en France, à la fin des années 1980, était horloger au Colisée de Tunis.

## Parcours
- 1948-1953 : joueur à l'UST (juniors)
- 1953-1957 : joueur à l'UST (deuxième division)
- 1957-1965 : joueur à l'UST (division nationale) avec 137 matchs disputés et 26 buts
- 1958 : sélectionné en équipe nationale pour disputer une rencontre le 3 mai contre l'équipe du FLN algérienne (1-5)